# .np
.np ist die länderspezifische Top-Level-Domain (ccTLD) des Staates  Nepal. Sie wurde am 25. Januar 1995 eingeführt, für den technischen Betrieb ist Mercantile Communications Pvt. Ltd. mit Hauptsitz in Katmandu verantwortlich.